# فيفيان فانس
فيفيان فانس (بالإنجليزية: Vivian Vance )‏ (و. 1909 – 1979 م) هي ممثلة تلفزيونية، ومغنية، وممثلة مسرحية، وممثلة أفلام أمريكية، ولدت في تشيريفال، بدأت مشوارها المهني سنة 1933، توفيت في بيلفيديري، مارين، كاليفورنيا، عن عمر يناهز 70 عاماً، بسبب سرطان الثدي، وسرطان العظام.

## وصلات خارجية
- فيفيان فانس على موقع IMDb (الإنجليزية)
- فيفيان فانس على موقع ألو سيني (الفرنسية)
- فيفيان فانس على موقع ميوزك برينز (الإنجليزية)
- فيفيان فانس على موقع تيرنر كلاسيك موفيز (الإنجليزية)
- فيفيان فانس على موقع أول موفي (الإنجليزية)
- فيفيان فانس على موقع قاعدة بيانات برودواي على الإنترنت (الإنجليزية)
- فيفيان فانس على موقع قاعدة بيانات الأفلام السويدية (السويدية)
- فيفيان فانس على موقع إن إن دي بي (الإنجليزية)
- فيفيان فانس على موقع قاعدة بيانات الفيلم (الإنجليزية)
- فيفيان فانس على موقع كينوبويسك (الروسية)